# 大卡伊島
大卡伊島是印度尼西亞馬魯古省的島嶼，屬於卡伊群島的一部分，座標5°58′0″S 133°58′58″E / 5.96667°S 133.98278°E，西面有小卡伊島，面積550平方公里，是群島中面積第二大的島嶼，島上最高點海拔900米。
5°58′0″S 133°58′58″E / 5.96667°S 133.98278°E